# Kista Dangletsjer
De Kista Dangletsjer is een gletsjer in de gemeente Sermersooq in het uiterste noordwesten van Groenland. Het is de meest westelijke gletsjer van de vijf grotere gletsjers die uitkomen in het Gåsefjord. De andere gletsjers zijn onder andere de Gåsegletsjer (meest westelijk), de Magga Dangletsjer (de eerstvolgende in het oosten) en de Sydgletsjer.
De Kista Dangletsjer heeft een lengte van meer dan 25 kilometer en een breedte van meer dan drie kilometer.